# Flor de Plástico
Flor de Plástico é uma canção gravada por Fred & Fabrício, com participação especial de Jorge & Mateus, lançada em 6 de abril de 2023 pela Som Livre, sendo o quarto e último single do quarto álbum ao vivo Acústico de Primeira 2, lançado no dia seguinte, e como faixa-foco do álbum. A faixa ganhou certificado de disco de platina pela PMB.

## História
Segundo Fabrício, “a gente estava no quarto de hotel do Jorge, se não me engano em Ribeirão Preto, tomando uma após o show, e o Fred e o Euler (Coelho) estavam mostrando algumas músicas deles. Até então, o Jorge e Mateus gravariam ‘Guarda Roupa’ com a gente, mas o Jorge ouviu ‘Flor de Plástico’, gostou demais e ele mesmo sugeriu de gravarmos. Ficamos apaixonados na ideia e deu no que deu”
Jorge & Mateus participariam do segundo álbum ao vivo Ao Quadrado, de 2022, na faixa Surto de Raiva, de acordo com Fabrício. Mas, segundo Fred, "Jorge & Mateus testaram positivo para COVID-19 no dia da gravação".

## Certificações
| País (Provedor) | Data | Certificação | Vendas certificadas |
| --------------- | ---- | ------------ | ------------------- |
| Brasil (PMB)    | 2023 | Platina      | +80 000             |
| Brasil (PMB)    | 2024 | 2× Platina   | +160 000            |